# هال بي واليس
هارولد برنت واليس (بالإنجليزية: Hal B. Wallis)‏ (14 سبتمبر 1898 – 5 أكتوبر 1986) منتِج سينمائي أمريكي، معروف بإنتاجه لفيلم كازبلانكا، والعديد من الأفلام المهمة الأخرى التي أبرزت ممثلين مثل بيت ديفيس، وإيرول فلين، وكاثرين هيبورن، وهمفري بوغارت، ودين مارتن، وجيري لويس، وإلفيس بريسلي، وجون وين، وغيرهم الكثير.

## حياته ومهنته
وُلِد واليس في شيكاغو عام 1898، وهو ابن كلٍ من إيفا (ني بلوم) وجاكوب والنسكي، وهو من يهود أوروبا الشرقية. انتقلت أسرته عام 1922 إلى لوس أنجلوس، كاليفورنيا، وهناك وجد عملاً كجزءٍ من قسم الدعاية في شركة وارنر برذرز عام 1923.
وفي غضون سنوات قليلة، أصبح واليس طرفًا في عملية إنتاج الأعمال ليصبح في نهاية المطاف رئيسًا لقطاع الإنتاج في شركة وارنر. وهي المهنة التي امتدت لأكثر من خمسين عامًا، حيث اشترك واليس في إنتاج ما يزيد عن ربعمائة فيلم من الأفلام الروائية الطويلة.
ومن بين العديد من الأفلام المهمة التي أنتجها، فيلم كازبلانكا، وهو واحد من أكثر الأفلام المُشرِّفة في تاريخ هوليوود . وتشمل الأفلام الأخرى فيلم: النصر الكئيب، ومغامرات روبن هود، والآن، رحالة، والصقر المالطي، ورقيب يورك. ترك واليس شركة وارنر برذرز عام 1944 بعد خلافه مع جاك وارنر على قبول وارنر لجائزة أوسكار الحاصل عليها فيلم كازبلانكا كأحسن فيلم، ليعمل واليس كمنتج مستقل، متمتعًا بنجاح كبير على المستويين التجاري والنقدي. ومن أول كُتّاب السيناريو الذين استعان بهم واليس في مشروعه الجديد آين راند وليليان هيلمان. ومن بين نجاحاته المادية الأعمال الكوميدية لـدين مارتن وجيري لويس، والعديد من أفلام إلفيس بريسلي. قام واليس بإنتاج فيلم العزم الحقيقي، الذي حصل على إثره جون وين على جائزة الأوسكار لأفضل ممثل عام 1969، والتالي له. كما أنتج أيضًا فيلم ماري، ملكة الأسكتلنديين، بطولة فانيسا رديغريف وغليندا جاكسون، وفيلم آن الألف يوم، بطولة ريتشارد برتون وجنفييف بيجيلد.
تلقى واليس ستة عشر ترشيحًا لـجائزة الأوسكار لـأفضل فيلم، لنيلها على فيلم كازبلانكا عام 1943. وبسبب إنتاجه الدائم للأفلام السينمائية عالية الجودة؛ تم تكريمه مرتين بجوائز الأوسكار جائزة إيرفينج جي ثالبرج التذكارية. كما تم ترشيحه أيضًا لسبع جوائز غولدن غلوب، وفاز مرتين بجوائز أفضل فيلم. وفي عام 1975، حصل واليس على جائزة غولدن غلوب سيسيل بي دوميل عن مجمل إنجازاته في الأفلام السينمائية.

### الزيجات
تزوج واليس مرتين؛ مرة من الممثلة لويز فازيندا من عام 1927 حتى عام 1962، والمرة الأخرى من الممثلة مارثا هاير من عام 1966 حتى وفاته عام 1986.

## الوفاة
تُوفي واليس في رانتشو ميراج، كاليفورنيا عن عمر يناهز 88 عامًا. وتم دفنه في سرداب في الضريح العظيم في مقبرة الحديقة التذكارية لمروج الغابة،
غلينديل، كاليفورنيا.

## في الثقافة الشعبية
قام الممثل بيل ليك بتمثيل شخصية واليس في الفيلم التليفزيوني الخاص بـسي بي إس (هيئة الإذاعة الكولومبية) مارتن ولويس.

## الفيلموغرافيا (قائمة الأفلام)
- القيصر الصغير (1931)
- المطار المركزي (1933)
- الغابة المتحجرة (1936)
- طفل جالاهاد (1937)
- غرب شنغهاي (1937)
- الخطر الخفي (1938)
- مغامرات روبن هود (1938)
- النصر الكئيب (1939)
- الحياة الخاصة لإليزابيث وإسكس (1939)
- قلعة على طريق هدسون (1940)
- طريق سانتا فيه (1940)
- رقيب يورك (1941)
- الصقر المالطي (1941)
- ماتوا في القتال (1941)
- كازبلانكا (1942)
- الآن، رحالة (1942)
- يانكي دودل داندي (1942)
- هذا هو الجيش (1943)
- خطابات الحب (1945)
- لقد وصلت (1945)
- غضب الصحراء (1947)
- كم هو لعين حبي (1948)
- المنبع (1949)
- المدينة المظلمة (1950)
- الغضب (1950)
- صانع المطر (1956)
- اشتباك مسلح في حظيرة أو كي (1957)
- مُحبتك (1957)
- ملك كريول (1958)
- المهنة (1959)
- بلوز الجي آي (1960)
- هاواي الزرقاء (1961)
- بنات! بنات! بنات! (1962)
- المتعة في أكابولكو (1963)
- الصيف والدخان (1961)
- زوجات ومحبون (1963)
- بيكت (1964)
- ناقل الحطب (1964)
- الجنة، نمط هاواي (1966)
- حفاة القدمين في الحديقة (1967)
- ما يأتي بسهولة يذهب بسهولة (1967)
- العزم الحقيقي (1969)
- آن الألف يوم (1969)
- ماري، ملكة الأسكتلنديين (1971)
- روستر كوجبيرن (1975)

## جوائز الأوسكار
| السنة   | الجائزة                  | الفيلم                          | الفائز                                         |
| ------- | ------------------------ | ------------------------------- | ---------------------------------------------- |
| 1931–32 | الإنتاج المتميز          | نهائي خمس نجوم                  | إيرفينج ثالبرج – الفندق الكبير                 |
| 1932–33 | الإنتاج المتميز          | أنا الهارب من السجناء المسلسلين | وينفيلد شيهان – الموكب                         |
| 1934    | الإنتاج المتميز          | طريق المغازلة                   | هاري كوهن – حدث ذات ليلة                       |
| 1935    | الإنتاج المتميز          | كابتن بلود                      | إيرفينج ثالبرج وألبرت لوين – التمرد على باونتي |
| 1938    | الإنتاج المتميز          | مغامرات روبن هود                | فرانك كابرا – لا يمكنك أخذه معك                |
| 1938    | الإنتاج المتميز          | البنات الأربع (Four Daughters)  | فرانك كابرا – لا يمكنك أخذه معك                |
| 1938    | الإنتاج المتميز          | إيزابل                          | فرانك كابرا – لا يمكنك أخذه معك                |
| 1940    | الإنتاج المتميز          | كل هذا، والجنة أيضًا             | ديفيد أوه سلزنيك – ريبيكا                      |
| 1940    | الإنتاج المتميز          | الخطاب                          | ديفيد أوه سلزنيك – ريبيكا                      |
| 1941    | الفيلم السينمائي المتميز | الصقر المالطي                   | داريل إف زانوك – كم كانت قريتي خضراء           |
| 1941    | الفيلم السينمائي المتميز | قدم واحدة في الجنة              | داريل إف زانوك – كم كانت قريتي خضراء           |
| 1941    | الفيلم السينمائي المتميز | رقيب يورك                       | داريل إف زانوك – كم كانت قريتي خضراء           |
| 1942    | الفيلم السينمائي المتميز | صف الملوك                       | سيدني فرانكلين – السيدة مينيفر                 |
| 1942    | الفيلم السينمائي المتميز | يانكي دودل داندي                | سيدني فرانكلين – السيدة مينيفر                 |
| 1943    | الفيلم السينمائي المتميز | كازبلانكا                       | فوز                                            |
| 1943    | الفيلم السينمائي المتميز | راقب الراين                     | هال بي واليس – كازبلانكا                       |
| 1955    | أفضل فيلم سينمائي        | وشم الوردة                      | هارولد هيشت – مارتي                            |
| 1964    | أفضل فيلم                | بيكت                            | جاك وارنر – سيدتي الجميلة                      |
| 1969    | أفضل فيلم                | آن الألف يوم                    | جيروم هيلمان – راعي بقر منتصف الليل            |

```
جوائز إيرفينج جي ثالبرج التذكارية
 لعامي 
1938
 
و1943
```

## وصلات خارجية
- هال بي واليس على موقع IMDb (الإنجليزية)
- هال بي واليس على موقع الموسوعة البريطانية (الإنجليزية)
- هال بي واليس على موقع ألو سيني (الفرنسية)
- هال بي واليس على موقع ألو سيني (الفرنسية)
- هال بي واليس على موقع ميوزك برينز (الإنجليزية)
- هال بي واليس على موقع تيرنر كلاسيك موفيز (الإنجليزية)
- هال بي واليس على موقع أول موفي (الإنجليزية)
- هال بي واليس على موقع قاعدة بيانات الأفلام السويدية (السويدية)
- هال بي واليس على موقع إن إن دي بي (الإنجليزية)
- هال بي واليس على موقع ديسكوغز (الإنجليزية)
- Literature on Hal B. Wallis